# Evoluzione del collegio cardinalizio durante il pontificato di Benedetto XIII
Di seguito è riportata l'evoluzione del collegio cardinalizio durante il pontificato di Benedetto XIII (29 maggio 1724 – 21 febbraio 1730) e la successiva sede vacante (21 febbraio – 12 luglio 1730).

## Evoluzione in sintesi
Dopo l'elezione del cardinale Pietro Francesco (in religione Vincenzo Maria) Orsini, O.P., che prese il nome di Benedetto XIII, il collegio dei cardinali era costituito da 64 porporati.

Benedetto XIII ha creato 29 cardinali in 12 concistori.

Durante il suo pontificato sono deceduti 26 cardinali e 2 sono deceduti durante la successiva sede vacante.
| Data                                  | Avvenimento                                                                                         | Totale |
| ------------------------------------- | --------------------------------------------------------------------------------------------------- | ------ |
| 29 maggio 1724                        | Elezione del cardinale Pietro Francesco (in religione Vincenzo Maria) Orsini, O.P. (Benedetto XIII) | 64     |
| dal 28 giugno 1724 al 26 gennaio 1730 | Cardinali creati                                                                                    | +29    |
| dal 28 giugno 1724 al 26 gennaio 1730 | Cardinali deceduti                                                                                  | -26    |
| 21 febbraio 1730                      | Morte di papa Benedetto XIII                                                                        | 67     |
| 22 marzo 1730                         | Morte del cardinale Benedetto Pamphilj                                                              | 66     |
| 23 aprile 1730                        | Morte del cardinale Bernardo Maria Conti, O.S.B.Cas.                                                | 65     |
| 12 luglio 1730                        | Elezione del cardinale Lorenzo Corsini (Clemente XII)                                               | 64     |

## Composizione per paese d'origine
| Paese                                   | 1724 | 1730 |
| --------------------------------------- | ---- | ---- |
| Ducato di Milano                        | 4    | 3    |
| Regno di Sardegna                       |      | 1    |
| Repubblica di Venezia                   | 3    | 3    |
| Ducato di Parma e Piacenza              | 1    | 1    |
| Ducato di Modena e Reggio               | 1    | 1    |
| Repubblica di Genova                    | 4    | 4    |
| Ducato di Massa e Principato di Carrara |      | 1    |
| Repubblica di Lucca                     | 1    |      |
| Granducato di Toscana                   | 3    | 3    |
| Ducato di Siena                         | 2    | 1    |
| Stato Pontificio                        | 21   | 19   |
| Regno di Napoli                         | 9    | 9    |
| Totale Italia                           | 49   | 46   |
| Repubblica delle Sette Province Unite   | 1    | 1    |
| Ducati della Slesia                     | 1    | 1    |
| Regno di Francia                        | 5    | 5    |
| Principato Elettorale di Sassonia       | 1    |      |
| Elettorato di Magonza                   | 1    | 1    |
| Langraviato d'Assia-Darmstadt           | 1    | 1    |
| Regno d'Ungheria                        | 1    | 1    |
| Arciducato d'Austria                    |      | 2    |
| Regno di Spagna                         | 3    | 4    |
| Regno del Portogallo                    | 2    | 3    |
| Totale resto Europa                     | 16   | 19   |
| Totale                                  | 65   | 65   |

## Composizione per appartenenza ad ordini religiosi
| Ordine religioso                     | Sigla      | 1724 | 1730 |
| ------------------------------------ | ---------- | ---- | ---- |
| Gesuiti                              | S.I.       | 3    | 1    |
| Domenicani                           | O.P.       | 1    | 2    |
| Teatini                              | C.R.       | 1    | 1    |
| Oratoriani                           | C.O.       | 1    | 1    |
| Cassinesi                            | O.S.B.Cas. | 1    | 2    |
| Totale per Ordini religiosi          | 7          | 7    |      |
| Non appartenenti ad Ordini religiosi | 58         | 58   |      |
| Totale                               | 65         | 65   |      |

## Composizione per concistoro
| Concistoro                | 1724 | 1730 |
| ------------------------- | ---- | ---- |
| 22 febbraio 1672          | 1    |      |
| 27 maggio 1675            | 1    |      |
| Creati da Clemente X      | 2    | 0    |
| 1º settembre 1681         | 1    |      |
| Creati da Innocenzo XI    | 1    | 0    |
| 7 novembre 1689           | 1    | 1    |
| 13 febbraio 1690          | 2    | 1    |
| 13 novembre 1690          | 2    | 2    |
| Creati da Alessandro VIII | 5    | 4    |
| 12 dicembre 1695          | 2    | 1    |
| 22 luglio 1697            | 1    |      |
| 21 giugno 1700            | 1    |      |
| Creati da Innocenzo XII   | 4    | 1    |
| 17 dicembre 1703          | 1    | 1    |
| 17 maggio 1706            | 11   | 3    |
| 15 aprile 1709            | 1    |      |
| 23 dicembre 1711          | 1    | 1    |
| 18 maggio 1712            | 13   | 10   |
| 30 gennaio 1713           | 2    | 2    |
| 6 maggio 1715             | 1    | 1    |
| 29 maggio 1715            | 4    | 3    |
| 16 dicembre 1715          | 3    | 1    |
| 15 marzo 1717             | 1    | 1    |
| 12 luglio 1717            | 2    | 2    |
| 29 novembre 1719          | 9    | 7    |
| 30 settembre 1720         | 2    | 2    |
| Creati da Clemente XI     | 51   | 34   |
| 16 giugno 1721            | 1    |      |
| 16 luglio 1721            | 1    | 1    |
| Creati da Innocenzo XIII  | 2    | 1    |
| 11 settembre 1724         |      | 2    |
| 20 novembre 1724          |      | 1    |
| 20 dicembre 1724          |      | 1    |
| 11 giugno 1725            |      | 2    |
| 11 settembre 1726         |      | 1    |
| 9 dicembre 1726           |      | 6    |
| 26 novembre 1727          |      | 4    |
| 30 aprile 1728            |      | 2    |
| 20 settembre 1728         |      | 2    |
| 23 marzo 1729             |      | 1    |
| 6 luglio 1729             |      | 2    |
| 8 febbraio 1730           |      | 1    |
| Creati da Benedetto XIII  |      | 25   |
| Totale                    | 65   | 65   |

## Elenco degli avvenimenti
| Data              | Avvenimento | Paese                                   | Cardinali |
| ----------------- | --- | --------------------------------------- | --------- |
| 29 maggio 1724    | Elezione papale del cardinale Pietro Francesco (in religione Vincenzo Maria) Orsini, O.P., con il nome di Benedetto XIII (75) | Regno di Napoli                         | 64        |
| 28 giugno 1724    | Morte del cardinale Orazio Filippo Spada († 64)                                                                               | Repubblica di Lucca                     | 63        |
| 11 settembre 1724 | Concistoro per la creazione di 2 cardinali:                                                                                   | Stato Pontificio                        | 65        |
| 11 settembre 1724 | Giovanni Battista Altieri (51)                                                                                                | Stato Pontificio                        | 65        |
| 11 settembre 1724 | Alessandro Falconieri (67) | Stato Pontificio                        | 65        |
| 20 novembre 1724  | Concistoro per la creazione di 1 cardinale:                                                                                   | Stato Pontificio                        | 66        |
| 20 novembre 1724  | Vincenzo Petra (62) | Regno di Napoli                         | 66        |
| 20 dicembre 1724  | Concistoro per la creazione di 2 cardinali:                                                                                   | Stato Pontificio                        | 68        |
| 20 dicembre 1724  | Prospero Marefoschi (71) | Stato Pontificio                        | 68        |
| 20 dicembre 1724  | Agostino Pipia, O.P. (64) | Regno di Sardegna                       | 68        |
| 9 gennaio 1725    | Morte del cardinale Francesco Acquaviva d'Aragona († 59)                                                                      | Regno di Napoli                         | 67        |
| 11 giugno 1725    | Concistoro per la creazione di 2 cardinali:                                                                                   | Stato Pontificio                        | 69        |
| 11 giugno 1725    | Niccolò Coscia (44) | Regno di Napoli                         | 69        |
| 11 giugno 1725    | Niccolò del Giudice (64) | Regno di Napoli                         | 69        |
| 23 agosto 1725    | Morte del cardinale Christian August von Sachsen-Zeitz († 58)                                                                 | Principato Elettorale di Sassonia       | 68        |
| 10 ottobre 1725   | Morte del cardinale Francesco del Giudice († 77)                                                                              | Regno di Napoli                         | 67        |
| 15 dicembre 1725  | Morte del cardinale Giuseppe Vallemani († 77)                                                                                 | Stato Pontificio                        | 66        |
| 19 gennaio 1726   | Morte del cardinale Giovanni Battista Tolomei, S.I. († 72)                                                                    | Granducato di Toscana                   | 65        |
| 1º maggio 1726    | Morte del cardinale Lorenzo Maria Fieschi († 83)                                                                              | Repubblica di Genova                    | 64        |
| 12 giugno 1726    | Morte del cardinale Fabrizio Paolucci († 75)                                                                                  | Stato Pontificio                        | 63        |
| 3 luglio 1726     | Morte del cardinale Galeazzo Marescotti († 98)                                                                                | Stato Pontificio                        | 62        |
| 11 settembre 1726 | Concistoro per la creazione di 1 cardinale:                                                                                   | Stato Pontificio                        | 63        |
| 11 settembre 1726 | André-Hercule de Fleury (73)                                                                                                  | Regno di Francia                        | 63        |
| 23 aprile 1726    | Morte del cardinale Giulio Piazza († 63)                                                                                      | Stato Pontificio                        | 62        |
| 16 novembre 1726  | Morte del cardinale Bernardino Scotti († 70)                                                                                  | Ducato di Milano                        | 61        |
| 9 dicembre 1726   | Concistoro per la creazione di 2 cardinali e di 7 in pectore:                                                                 | Stato Pontificio                        | 63        |
| 9 dicembre 1726   | Niccolò Maria Lercari (51) | Repubblica di Genova                    | 63        |
| 9 dicembre 1726   | Simone (in religione Lorenzo) Cozza, O.F.M.Obs. (72)                                                                          | Stato Pontificio                        | 63        |
| 23 dicembre 1726  | Morte del cardinale Giovanni Battista Bussi († 70)                                                                            | Stato Pontificio                        | 62        |
| 4 gennaio 1727    | Morte del cardinale Giuseppe Sacripante († 84)                                                                                | Stato Pontificio                        | 61        |
| 31 luglio 1727    | Morte del cardinale Giambattista Patrizi († 68)                                                                               | Ducato di Siena                         | 60        |
| 19 settembre 1727 | Morte del cardinale Carlo Agostino Fabroni († 76)                                                                             | Granducato di Toscana                   | 59        |
| 26 novembre 1727  | Concistoro per la creazione di 4 cardinali e pubblicazione di 1 in pectore:                                                   | Stato Pontificio                        | 64        |
| 26 novembre 1727  | Gerolamo (in religione Angelo Maria) Querini, O.S.B.Cas. (47)                                                                 | Repubblica di Venezia                   | 64        |
| 26 novembre 1727  | Diego de Astorga y Céspedes (61)                                                                                              | Regno di Spagna                         | 64        |
| 26 novembre 1727  | Sigismund von Kollonitz (51)                                                                                                  | Arciducato d'Austria                    | 64        |
| 26 novembre 1727  | Philipp Ludwig von Sinzendorf (28)                                                                                            | Arciducato d'Austria                    | 64        |
| 26 novembre 1727  | João da Motta e Silva (42) | Regno del Portogallo                    | 64        |
| 22 gennaio 1728   | Morte del cardinale Pietro Priuli († 58)                                                                                      | Repubblica di Venezia                   | 63        |
| 26 gennaio 1728   | Concistoro per la pubblicazione di 1 cardinale in pectore:                                                                    | Stato Pontificio                        | 64        |
| 26 gennaio 1728   | Francesco Antonio Finy (58)                                                                                                   | Regno di Napoli                         | 64        |
| 7 febbraio 1728   | Morte del cardinale Niccolò Caracciolo († 69)                                                                                 | Regno di Napoli                         | 63        |
| 20 marzo 1728     | Morte del cardinale Ulisse Giuseppe Gozzadini († 77)                                                                          | Stato Pontificio                        | 62        |
| 21 aprile 1728    | Morte del cardinale Filippo Antonio Gualterio († 68)                                                                          | Stato Pontificio                        | 61        |
| 30 aprile 1728    | Concistoro per la creazione di 2 cardinali e pubblicazione di 5 in pectore:                                                   | Stato Pontificio                        | 68        |
| 30 aprile 1728    | Marco Antonio Ansidei (56) | Stato Pontificio                        | 68        |
| 30 aprile 1728    | Prospero Lorenzo Lambertini (53) (futuro papa Benedetto XIV)                                                                  | Stato Pontificio                        | 68        |
| 30 aprile 1728    | Gregorio Sellari, O.P. (73)                                                                                                   | Stato Pontificio                        | 68        |
| 30 aprile 1728    | Antonio Banchieri (60) | Granducato di Toscana                   | 68        |
| 30 aprile 1728    | Carlo Collicola (45) | Stato Pontificio                        | 68        |
| 30 aprile 1728    | Vincenzo Ludovico Gotti, O.P. (63)                                                                                            | Stato Pontificio                        | 68        |
| 30 aprile 1728    | Egidio (in religione Leandro) di Porcia, O.S.B.Cas. (54)                                                                      | Repubblica di Venezia                   | 68        |
| 20 settembre 1728 | Concistoro per la creazione di 2 cardinali:                                                                                   | Stato Pontificio                        | 70        |
| 20 settembre 1728 | Pier Luigi Carafa (46) | Regno di Napoli                         | 70        |
| 20 settembre 1728 | Giuseppe Accoramboni (55) | Stato Pontificio                        | 70        |
| 19 gennaio 1729   | Morte del cardinale Simone (in religione Lorenzo) Cozza, O.F.M.Obs. († 74)                                                    | Stato Pontificio                        | 69        |
| 30 gennaio 1729   | Morte del cardinale Giovanni Battista Salerni, S.I. († 57)                                                                    | Regno di Napoli                         | 68        |
| 23 marzo 1729     | Concistoro per la creazione di 1 cardinale:                                                                                   | Stato Pontificio                        | 69        |
| 23 marzo 1729     | Camillo Cybo (47) | Ducato di Massa e Principato di Carrara | 69        |
| 4 maggio 1729     | Morte del cardinale Louis-Antoine de Noailles († 77)                                                                          | Regno di Francia                        | 68        |
| 31 maggio 1729    | Morte del cardinale Gregorio Sellari, O.P. († 74)                                                                             | Stato Pontificio                        | 67        |
| 6 luglio 1729     | Concistoro per la creazione di 2 cardinali:                                                                                   | Stato Pontificio                        | 69        |
| 6 luglio 1729     | Francesco Scipione Maria Borghese (32)                                                                                        | Stato Pontificio                        | 69        |
| 6 luglio 1729     | Carlo Vincenzo Maria Ferrero Thaon, O.P. (47)                                                                                 | Regno di Sardegna                       | 69        |
| 26 gennaio 1730   | Morte del cardinale Gianfrancesco Barbarigo († 71)                                                                            | Repubblica di Venezia                   | 68        |
| 8 febbraio 1730   | Concistoro per la creazione di 1 cardinale:                                                                                   | Stato Pontificio                        | 69        |
| 8 febbraio 1730   | Alamanno Salviati (60) | Granducato di Toscana                   | 69        |
| 14 febbraio 1730  | Morte del cardinale Marco Antonio Ansidei († 58)                                                                              | Stato Pontificio                        | 68        |
| 19 febbraio 1730  | Morte del cardinale Agostino Pipia, O.P. († 69)                                                                               | Regno di Sardegna                       | 67        |
| 21 febbraio 1730  | Morte di papa Benedetto XIII († 81)                                                                                           | Stato Pontificio                        | 67        |
| 5 marzo 1730      | Apertura del conclave | Stato Pontificio                        | 67        |
| 22 marzo 1730     | Morte del cardinale Benedetto Pamphilj († 76)                                                                                 | Stato Pontificio                        | 66        |
| 23 aprile 1730    | Morte del cardinale Bernardo Maria Conti, O.S.B.Cas. († 66)                                                                   | Stato Pontificio                        | 65        |
| 12 luglio 1730    | Elezione papale del cardinale Lorenzo Corsini con il nome di Clemente XII (78)                                                | Granducato di Toscana                   | 64        |